# Orcier
Orcier là một xã trong tỉnh Haute-Savoie thuộc vùng Auvergne-Rhône-Alpes đông nam Pháp.

## Population
| Năm    | 1860 | 1968 | 1999 | 2007 |
| ------ | ---- | ---- | ---- | ---- |
| Dân số | 808  | 364  | 686  | 550  |